# FV Landstuhl
Der FV Landstuhl war ein deutscher Fußballverein mit Sitz in der rheinland-pfälzischen Stadt Landstuhl innerhalb der gleichnamigen Verbandsgemeinde im Landkreis Kaiserslautern.

## Geschichte
Wann der Verein gegründet wurde, ist unbekannt, eine erste Tabellen-Platzierung lässt sich für die Saison 1920/21 finden, hier spielte die erste Mannschaft in der Staffel Südpfalz innerhalb der A-Klasse Pfalz im Süddeutschen Fußballverband. Zur nächsten Saison wurde diese eingleisig eine genaue Position ist hier aber ebenfalls nicht bekannt.
Nach dem Ende des Zweiten Weltkriegs spielte der Verein in der Saison 1945/46 in der Qualifikationsrunde für die Landesliga Pfalz. In welche es für den Verein dann auch spätestens zur Saison 1947/48 ging. Diese schloss die Mannschaft mit 19:17 Punkten auf dem sechsten Platz ab. Nach der Saison 1948/49 ging es mit 12:32 Punkten jedoch über den zwölften und damit letzten Platz wieder nach unten. Was danach aus dem Verein wurde bzw. bis wann es ihn noch gab, ist nicht bekannt.